# Anophiodes concentrata
Anophiodes concentrata là một loài bướm đêm trong họ Noctuidae.